# 次開央圓唇元音
次開央圓唇元音是一個極罕見的元音，僅在東非烏干達的薩比尼語中作為獨立音素出現。
在國際音標中並沒有專屬於次開央圓唇元音的獨立音標，我們可以透過以下幾種方法來表示此音：
1. 將次開央元音加上更圓唇（英语：Relative articulation）的變音記號：⟨ɞ̞⟩
2. 將開前元音加上較低（英语：Relative articulation）的變音記號：⟨ɶ̽⟩
3. 將開前圓唇元音或開後圓唇元音加上中央化的變音記號：⟨ɶ̽⟩、⟨ɒ̽⟩
4. 此外，⟨ɶ̝̈⟩ 與 ⟨ɒ̝̈⟩ 亦與上述的發音等價。

## 特徵
- 其元音高度為次開，舌頭的位置略比開元音稍高一些。

- 其元音舌位是央，表示舌的位置是在央元音的地方，大約在前元音和後元音中間。

- 其圓唇度為圓唇元音，這表示嘴唇向前突起並圓形的開口，且唇內側並不露出。

## 示例
| 語言     | 語言     | 例字       | IPA | 意思 | 註解                                                                          |
| -------- | -------- | ---------- | --- | ---- | ----------------------------------------------------------------------------- |
| 薩比尼語 | 薩比尼語 | [ 比如？ ] |     |      | 此語言中有超短（overshort）的次開央圓唇元音與超短的次開央不圓唇元音相互對比。 |